# Corynoptera macrodon
Corynoptera macrodon là một ruồi trong họ Sciaridae, thuộc chi Corynoptera. Loài này được Frey miêu tả khoa học đầu tiên năm 1948.